# 요닌쇼기
요닌쇼기(四人将棋,일본어:  )는 쇼기의 일종으로 일본에서 네 사람이 면 하나씩 잡고 앉아 편을 갈라 판위에 말을 세우고 정해진 법칙에 따라 움직여 겨루는 장기와 비슷한 보드 게임이다. 다른 종류의 장기들과 다른 특징이 있다면 4명이 두는 장기이기 때문에 서로에 의해 유리해지거나 불리해질 수 있으며 3명이 짜고 나머지 1명을 괴롭히는 방법도 가능하다.

## 두는 순서
4명 중 아무나 처음 시작할 수 있으며 앉은 순서대로 시계방향으로 두는 순서가 돌아온다. 다만 장군을 부를 경우 순서를 무시하고 막아야 한다. 

## 말의 배치
판 자체는 쇼기와 똑같은 판을 사용하지만 기물의 개수와 배치는 다르다. 보병은 1인당 3개뿐이며 1인당 주어지는 기물총합은 9개뿐이다.
|      |      | 銀將 | 金將 | 玉將 | 金將 | 銀將 |      |      |
|      |      |      | 步兵 | 飛車 | 步兵 |      |      |      |
| 銀將 |      |      |      | 步兵 |      |      |      | 銀將 |
| 金將 | 步兵 |      |      |      |      |      | 步兵 | 金將 |
| 玉將 | 飛車 | 步兵 |      |      |      | 步兵 | 飛車 | 玉將 |
| 金將 | 步兵 |      |      |      |      |      | 步兵 | 金將 |
| 銀將 |      |      |      | 步兵 |      |      |      | 銀將 |
|      |      |      | 步兵 | 飛車 | 步兵 |      |      |      |
|      |      | 銀將 | 金將 | 玉將 | 金將 | 銀將 |      |      |

## 말의 움직임
| ○ | ○  | ○ |
| ○ | 玉 | ○ |
| ○ | ○  | ○ |

|   | ｜ |   |
| ― | 飛 | ― |
|   | ｜ |   |

| ○ | ｜ | ○ |
| ― | 竜 | ― |
| ○ | ｜ | ○ |

| ○ | ○  | ○ |
| ○ | 金 | ○ |
|   | ○  |   |

| ○ | ○  | ○ |
|   | 銀 |   |
| ○ |    | ○ |

| ○ | ○  | ○ |
| ○ | 全 | ○ |
|   | ○  |   |

|   | ○  |   |
| ■ | 歩 | ■ |
|   |    |   |

| ○ | ○  | ○ |
| ○ | と | ○ |
|   | ○  |   |

## 같이 보기
- 변형 쇼기